# Trại tập trung Sajmište
Trại tập trung Sajmište (phát âm [sâjmiːʃtɛ]) là một trại tập trung và trại hủy diệt của Đức quốc xã trong Thế chiến II. Nó được đặt tại khu hội chợ Belgrade cũ gần thị trấn Zemun, thuộc Nhà nước Độc lập Croatia (NDH). Trại được tổ chức và điều hành bởi các đơn vị SS Einsatzgruppen đóng quân ở Serbia bị chiếm đóng. Nó bắt đầu hoạt động vào tháng 9 năm 1941 và được chính thức khai trương vào ngày 28 tháng 10 năm đó. Người Đức gọi nó là trại Do Thái ở Zemun (tiếng Đức: Judenlager Semlin). Vào cuối năm 1941 và đầu năm 1942, hàng ngàn phụ nữ, trẻ em và người già Do Thái đã được đưa đến trại, cùng với 500 người đàn ông Do Thái và 292 phụ nữ và trẻ em Romani, hầu hết là từ Niš, Smederevo và Šabac. Phụ nữ và trẻ em được đưa vào doanh trại tạm thời và phải chịu đựng nhiều trận dịch cúm. Bị giam giữ trong điều kiện tồi tệ, họ được cung cấp lượng thức ăn không đủ và nhiều người bị lạnh cóng đến chết trong mùa đông năm 1941.42. Trong khoảng thời gian từ tháng 3 đến tháng 5 năm 1942, người Đức đã sử dụng một chiếc xe hơi ngạt được gửi từ Berlin để giết hàng ngàn tù nhân Do Thái.
Khi các khí tài hoàn thành, nó được đổi tên thành trại tập trung Zemun (tiếng Đức: Anhaltelager Semlin) và phục vụ để giữ một nhóm người Do Thái cuối cùng đã bị bắt khi Ý đầu hàng vào tháng 9 năm 1943. Trong thời gian này, nó cũng đã tổ chức những người kháng chiến Nam Tư bị bắt, Chetniks, những người đồng tình với các phong trào kháng chiến của Hy Lạp và Albania, và nông dân Serb từ các làng ở các khu vực khác của NDH. Ước tính có khoảng 32.000 tù nhân, chủ yếu là người Serb, đi qua trại trong thời gian này, 10.600 người trong số họ đã bị giết hoặc chết vì đói và bệnh tật. Điều kiện ở Sajmište rất kém đến nỗi một số người bắt đầu so sánh nó với Jasenovac và các trại tập trung lớn khác trên khắp châu Âu. Vào năm 1943 và 1944, bằng chứng về sự tàn bạo đã gây ra trong trại đã bị phá hủy bởi các đơn vị SS-Standartenführer Paul Blobel, và hàng ngàn xác chết được khai quật từ những ngôi mộ tập thể và thiêu hủy. Vào tháng 5 năm 1944, người Đức đã chuyển quyền kiểm soát trại sang NDH, và nó đã bị đóng cửa vào tháng Bảy. Ước tính số người chết tại Sajmište dao động từ 20.000 đến 23.000, với số người chết của người Do Thái ước tính khoảng 7.000 đến 10.000. Người ta cho rằng một nửa số người Do Thái gốc Serbia đã chết tại trại này.
Hầu hết những người Đức chịu trách nhiệm cho hoạt động của trại đã bị bắt và đưa ra xét xử. Một số bị dẫn độ về Nam Tư và bị xử tử. Chỉ huy trại Herbert Andorfer và phó của ông Edgar Enge đã bị bắt vào những năm 1960 sau nhiều năm lẩn trốn. Cả hai đều bị kết án tù ngắn ở Tây Đức và Áo, mặc dù Enge không phải chịu án tù vì tuổi già và sức khỏe kém.